# Микис Теодоракис
Микис Теодоракис (грч. Μίκης Θεοδωράκης; Хиос, 29. јул 1925 — Грчка, 2. септембар 2021) био је савремени грчки композитор и вођа покрета отпора против профашистичке војне хунте у Грчкој током друге половине двадесетог века. Светску славу је стекао радећи музику за филмове „Грк Зорба“ (1964), „З“ (1969) и „Серпико“ (1973). У политици је  заступао левичарске ставове и био је противник војне хунте. Године 1990. изабран је за посланика грчког парламента на листи Нове демократије, странке умерене деснице, а касније и министар (1990 — 1992) у влади Константиноса Мицотакиса.

## Биографија
Микис Теодоракис је рођен 29. јула 1925. године на острву Хиос у Грчкој. Од младости фасциниран музиком, самоуко је написао песме још као дете без икаквог инструмента. У Пиргосу и Патрасу је узимао прве часове музике, а у Триполису је основао хор и с њиме одржао први концерт када је имао 17 година.
Након активног учешћа у отпору против окупатора у Другом светском рату, када је тешко мучен, уписује се на Атински Конзерваторијум у класу Филоктитиса Економидиса (Φιλοκτητης Οικονομιδης), а касније и на Конзерваторијум у Паризу, где учи музичку анализу у класи Оливијеа Месаиена (Oliviera Messiaena) и дириговање код Ежена Бигоа (Eugen Bigot). Ово време проведено у Паризу је период богатог стваралаштва.
Његова прва симфонијска дела, Концерт за клавир, Прва Свита, Прва Симфонија су доживеле међународни успех. 1957. године осваја златну медаљу на Московском Музичком Фестивалу, а 1959. га Дариус Мило (Darius Milhaud) предлаже за Америчку Копли (Copley) Музичку награду за Најбољег Композитора Године након праизведбе његовог балет Антигона у Краљевској Опери Ковент Гарден у Лондону.
Теодоракис се враћа у Грчку, назад својим коренима, правој грчкој музици, и почиње културну револуцију у својој земљи циклусом песама Епитафиос. Са делима базираним на највећим примерима грчке и светске поезије Епифанија, Мали Киклади, Аксион Ести, Маутхаусен, Романсеро Гитан, Ромиосини враћа грчкој музици достојанство и развијајући концепт метасимфонијске музике, постаје светски признат уметнички геније и највећи грчки живи композитор.
Оснива Атински Мали Оркестар и Музичко Друштво Пиреја и изводи много концерата, а 1963. оснива Ламбракисову Демократску Младеж и постаје њен председник. 1964. је изабран за посланика у грчком Парламенту.
Године 1967., фашистичка хунта осваја власт у Грчкој. Теодоракис одлази у подземље и оснива Патриотски фронт. Држава издаје Војни Декрет бр. 13, којим се забрањује извођење, па чак и слушање његове музике. Теодоракис је ухапшен, затворен, мучен и прогнан у Затун са женом Мирто и двоје деце Маргаритом и Јоргосом. Касније је пребачен у концентрациони камп Оропос. Међународни покрет солидарности на челу са познатим уметницима као Дмитриј Шостакович (Дмитрий Шостакович), Леонард Бернштајн (Leonard Bernstein), Артур Милер (Arthur Miller) и Хари Белафонте (Harry Belafonte) успева да избави Теодоракиса и да му се преиначи казна у изгнанство, до чега долази 1970. године.
У изгнанству, Теодоракис се бори за свргавање хунте и за јединство отпора. Широм света држи хиљаде концерата као део борбе за повратак демократије у Грчку. Постао је универзални симбол борбе против диктатора.
Након пада хунте, Теодоракис се тријумфално враћа у Грчку, где наставља свој рад и води концертне туре, како по Грчкој, тако и широм света. Неколико пута је биран за посланика у Парламенту (1981 — 1986. и 1989 — 1993) и две године (1990 — 1992) био министар у Влади Константина Мицотакиса (Κονσταντινος Μιτσοτακης). Након тога, две године је био главни музички директор Хора и Оркестра Хеленског Радија и Телевизије (ΕΡΤ).
Микис Теодоракис у својим делима комбинује посебан уметнички таленат са дубоком љубављу према Грчкој. Окренут је и подизању опште свести човечанства о људским правима, о животној средини и потреби за миром. Из овог разлога је и основао Грчко-турско Друштво Пријатељства са познатим турским певачем музичарем Зилфијем Ливанелијем (Zülfü Livaneli).
Одлуком француског председника Франсоа Митерана, 1996. Теодоракис добија Орден Легије Части Француске Републике.
Одлуком Скупштине Града Новог Сада, од 1. фебруара 2004. године, Микис Теодоракис је почасни грађанин Новог Сада. Овај статус је знак захвалности маестру што је поклонио Српском народном позоришту нотни материјал и права за извођење балета „Грк Зорба”, која је на сцени СНП-а, без прекида, од 1994, постала једна од култних представа новосадског балета, као и зато што се у току бомбардовања 1999, залагао за престанак дејстава и посебно осуђивао нападе на Нови Сад.
Сахрањен је по својој жељи на Криту у селу Галатас недалеко од Ханије, 9. септембра 2021. Сахрани је присуствовало хиљаде људи, његова породица, сви представници власти, премијер и председник као и чланови опозиције.

## Опус
Микис Теодоракис је написао преко 1000 песама и циклуса песама, незаборваних мелодија које су постале трајно наследство грчке музике. То су песме  и многе, многе друге.

### Симфонијска дела
- Симфонија No. 1 (Proti Symfonia) (1954 — 1959)
- 3 Оркестарске свите (1958)
- Клавирски концерт (1981)
- Симфонија No. 2 (Песма Земље) за дечји хор, клавир и оркестар (1981)
- Симфонија No. 3 (Византијске Химне) за сопран, хор и оркестар (1983)
- Симфонија No. 7 (Пролећна Симфонија) за 4 солиста, хор и оркестар (1986—87)
- Симфонија No. 4 за сопран, мецосопран, наратора, хор и симфонијски оркестар без гудача (1996)
- Рапсодија за гитару и оркестар (1996)
- Рапсодија за виолончело и оркестар (1996)
- многа дела камерне музике

### Кантате и ораторијуми
- (текст: Одисеас Елитис) (1960)
- (Марш Духа на текст Ангелоса Сикељаноса) (1969)
- (текст: Пабло Неруда) (1981./82.)
- Садукејска пасија (Kata Saddukaion Pathi на текст Михалиса Кацароса) за тенор, бас, хор и оркестар (1982)
- Литургија No. 2 (Деци убијеној у рату на текст Тасоса Ливадитиса и Микиса Теодоракиса) за хор a capella (1982./83.)
- Lorca за глас, соло гитару, хор и оркестар (према Romancero Gitan)
- (за Олимпијске игре у Барселони 1992)

### Балети
- Грчки Карневал (1953)
- (1958)
- (1959)
- Електра (1963)
- Седам грчких игара (хор: Морис Бежар ) (1985)
- Алексис Зорбас (Грк Зорба) (1987./88.)

### Опере
- Костас Кариотакис (Κώστας Καρυωτάκης) (1984./85.)
- Медеја (Μήδεια) (1988./90.) - посвећена Ђузепеу Вердију
- Електра (Ἡλέκτρα) (1995./96.) - посвећена Ђакому Пучинију
- Антигона (Ἀντιγόνη) (1996) - посвећена Винћенцу Белинију
- Лизистрата (Λυσιστράτη) (1990./2000)

### Сценска музика

#### Класичне грчке трагедије
- (Аристофан) (1979)
- (Есхил) (1986./88.)
- (Еурипид) (1987)
- (Софокле) (1990)
- (Есхил) (1992)
- (Еурипид) (2001)
- (Балада за мртвог брата) музичка трагедија (Микис Теодоракис) (1960./61.)

#### Савремена дела грчких аутора
- (Дивни Град) ревија (Бост, Христодулу, Христофелис и други) (1961./62.)
- (Четврт Анђела) музичка драма (Јаковос Кабанелис) (1963)
- (Зачарани Град) ревија (Теодоракис, Перијалис, Кацарос) (1963)
- (Антигона у затвору) драма (Јанис Рицос) (1971)
- (Издани Народ) музика за позориште (Вангелис Гуфас) (1975)
- (Непријатељски Народ) драма (Јаковос Кабанелис) (1975)
- (Христифор Колумбо) драма (Никос Казанцакис) (1975)
- драма (Никос Казанцакис) (1976)
- (Други Александар) драма (Маргарита Лимбераки) (1977)
- представа (Спирос Мелас) (1979)

#### Дела светских аутора
- (Талац) драма (Брендан Бехан) (1961)
- трагикомедија (Мартин Валсер) (1975)
- (Грађани дугог реда) драма (брајан Фрил) (1978)
- драма (Албер Ками) (1979)
- трагедија (Вилијам Шекспир) (1980)
- трагедија (Вилијам Шекспир) (1994)

### Филмска музика
- (1960)
- (1960)
- (1961)
- (1961)
- (1962)
- (1962)
- (1964)
- (1964)
- (1969)
- (1972)
- (1973)
- Сутјеска (1973)
- Партизани (филм) (1974)

### Циклуси песама
- и многи други